# Francis Boggs
Francis Boggs, nome alternativo Frank Boggs, (Santa Rosa, marzo 1870 – Los Angeles, 27 ottobre 1911), è stato un regista, sceneggiatore e attore teatrale statunitense, pioniere del cinema muto. Fu uno dei primi registi dell'allora nascente industria cinematografica californiana.

## Biografia
Francis Boggs nacque a Santa Rosa, in California, da George W. Boggs e Alabama McMeans. Da adolescente, cominciò a recitare a San Francisco in una compagnia teatrale con cui girò gli stati del sud ovest. Nel 1900, si trasferisce a Los Angeles per poi andare a lavorare, sempre come attore, a Chicago.

### Carriera cinematografica
Lì, incontrò William Selig iniziando, nel 1907, a collaborare con lui nella nuova industria cinematografica, negli studi della Selig Polyscope Company. Insieme a Thomas Persons, cameraman e tuttofare, girò The Count of Monte Cristo. Le riprese in interni furono girate negli studi di Chicago; gli esterni, su una spiaggia nei pressi di Los Angeles. 
A Chicago, diresse The Fairylogue and Radio-Plays, un lavoro multimediale presentato dallo scrittore L. Frank Baum che interagiva con uno spettacolo teatrale in contemporanea alla proiezione del film ispirato al suo Mago di Oz. Lo spettacolo, portato anche a New York, incontrò un grande successo ma fu un disastro finanziario, soprattutto per Baum.
Nel marzo 1909, Boggs ritornò sulla costa ovest dove diresse In the Sultan's Power, uno dei primi film girati interamente a Los Angeles. In aprile, si recò a Yosemite e ad Oakland proseguendo poi nell'Oregon, nella Hood River Valley. In ottobre, ritornò a Los Angeles dove si stabilì in un piccolo bungalow nel distretto di Edendale, che Boggs prese come base stabile e permanente degli studios Selig sulla costa occidentale. Altre compagnie si resero conto dei vantaggi di girare in California, con il suo clima temperato e i magnifici luoghi che offriva per le location dei film, con l'oceano, le foreste, il deserto, le valli, la campagna o la montagna tutte vicine una all'altra.
Tra coloro che iniziarono la loro carriera artistica con Boggs vanno annoverati gli attori e registi Hobart Bosworth e Robert Z. Leonard, il celebre cow boy Art Acord e le attrici Betty Harte, Bessie Eyton e Bebe Daniels. Anche Roscoe "Fatty" Arbuckle debuttò alla Selig con Ben's Kid e girò con Boggs quattro cortometraggi.

### Morte
Boggs morì il 27 ottobre 1911, colpito a morte da Frank Minnimatsu, un giardiniere di origini nipponiche. William Selig, il proprietario della casa di produzione per cui lavorava Boggs che si trovava presente, cercò di fermare Minnimatsu ma si prese una pallottola nel braccio. Per ironia della sorte, lo stesso giorno, David Horsley e Al Christie crearono a Hollywood la loro Nestor: la fondazione della nuova compagnia segnò l'abbandono di Edendale come centro produzione cinematografica a favore della nuova località che avrebbe accolto nel giro di due anni numerose compagnie.

## Filmografia
La filmografia è completa.

### Regista

#### 1907
- The Two Orphans   (1907)

#### 1908
- The Count of Monte Cristo co-regia di Thomas Persons – cortometraggio (1908)
- The Squawman's Daughter – cortometraggio (1908)
- Shamus O'Brien – cortometraggio (1908)
- The Spirit of '76 – cortometraggio (1908)
- The Cowboy's Baby – cortometraggio (1908)
- The Cattle Rustlers – cortometraggio (1908)
- The Fairylogue and Radio-Plays (1908) (distribuzione)
- On Thanksgiving Day – cortometraggio (1908)

#### 1909
- The Tenderfoot – cortometraggio (1909)
- The Mad Miner – cortometraggio (1909)
- Outings Pastimes in Colorado (1909)
- Boots and Saddles – cortometraggio (1909)
- Mephisto and the Maiden – cortometraggio (1909)
- In the Badlands – cortometraggio (1909)
- Hunting Big Game in Africa  (1909) (non confermato)
- Fighting Bob – cortometraggio (1909)
- In the Sultan's Power – cortometraggio (1909)
- Ben's Kid – cortometraggio (1909)
- The Heart of a Race Tout – cortometraggio (1909)
- The Leopard Queen (1909)
- The Stampede – cortometraggio (1909)
- The Cowboy Millionaire, co-regia di Otis Turner – cortometraggio (1909)
- Briton and Boer – cortometraggio (1909)
- Up San Juan Hill – cortometraggio (1909)
- On the Border – cortometraggio (1909)
- On the Little Big Horn or Custer's Last Stand  (1909)
- Pine Ridge Feud  (1909)

#### 1910
- The Roman – cortometraggio (1910)
- The Girls of the Range – cortometraggio (1910)
- Across the Plains – cortometraggio (1910)
- Davy Crockett – cortometraggio (1910)
- In the Great Northwest – cortometraggio  (1910)
- Trimming of Paradise Gulch – cortometraggio (1910)
- The Range Riders, co-regia di Otis Turner – cortometraggio (1910)
- The Long Trail – cortometraggio (1910)
- The Fire Chief's Daughter – cortometraggio (1910)
- The Sheriff – cortometraggio (1910)
- Mazeppa, or the Wild Horse of Tartary – cortometraggio (1910)
- Ranch Life in the Great Southwest – documentario, cortometraggio (1910)
- Willie – cortometraggio (1910)
- The Schoolmaster of Mariposa – cortometraggio (1910)
- The Sergeant – cortometraggio (1910)
- The Merry Wives of Windsor – cortometraggio (1910)
- A Tale of the Sea – cortometraggio (1910)
- Taming Wild Animals – cortometraggio (1910)
- Pride of the Range – cortometraggio (1910)

#### 1911
- An Englishman's Honor – cortometraggio (1911)[2]
- The Curse of the Redman -  cortometraggio (1911)
- In Old California When the Gringos Came – cortometraggio (1911)
- Back to the Primitive, co-regia di Otis Turner  – cortometraggio (1911)
- The Still Alarm – cortometraggio (1911)
- The Herders – cortometraggio (1911)
- One of Nature's Noblemen – cortometraggio (1911)
- Where There's a Will, There's a Way – cortometraggio (1911)
- Ten Nights in a Bar Room – cortometraggio (1911)
- The Novice – cortometraggio (1911)
- Range Pals – cortometraggio (1911)
- Told in the Sierras – cortometraggio (1911)
- The White Medicine Man – cortometraggio (1911)
- The Craven Heart – cortometraggio (1911)
- Captain Kate, co-regia di Otis Turner – cortometraggio (1911)
- The Profligate – cortometraggio (1911)
- The Sheriff of Tuolomne – cortometraggio (1911)
- The Knight Errant – cortometraggio (1911)
- Slick's Romance – cortometraggio (1911)
- Their Only Son – cortometraggio (1911)
- The Regeneration of Apache Kid – cortometraggio (1911)
- The Blacksmith's Love – cortometraggio (1911)
- Through Fire and Smoke – cortometraggio (1911)
- How Algy Captured a Wild Man – cortometraggio (1911)
- The Heart of John Barlow – cortometraggio (1911)
- Kit Carson's Wooing – cortometraggio (1911)
- Shipwrecked – cortometraggio (1911)
- The Two Orphans, regia di Otis Turner - supervisione (1911)
- The Rival Stage Lines – cortometraggio (1911)
- The Artist's Sons – cortometraggio (1911)
- Out-Generaled – cortometraggio (1911)
- Making a Man of Him, – cortometraggio (1911)
- On Separate Paths – cortometraggio (1911)
- Captain Brand's Wife – cortometraggio (1911)
- The Coquette – cortometraggio (1911)
- Old Billy – cortometraggio (1911)
- Lieutenant Grey of the Confederacy – cortometraggio (1911)
- The New Superintendent – cortometraggio (1911)
- Blackbeard – cortometraggio (1911)
- An Evil Power – cortometraggio (1911)
- A Diamond in the Rough – cortometraggio (1911)
- The Maid at the Helm – cortometraggio (1911)
- The Little Widow – cortometraggio (1911)

#### 1912
- The Peacemaker – cortometraggio (1912)
- The Danites – cortometraggio (1912)
- A Freight Train Drama – cortometraggio (1912)

### Sceneggiatore
- The Heart of a Race Tout, regia di Francis Boggs – cortometraggio (1909)
- The Still Alarm, regia di Francis Boggs – cortometraggio (1911)
- One of Nature's Noblemen, regia di Francis Boggs – cortometraggio (1911)
- Range Pals, regia di Francis Boggs – cortometraggio (1911)
- The Craven Heart, regia di Francis Boggs – cortometraggio (1911)
- Slick's Romance, regia di Francis Boggs – cortometraggio (1911)
- The Regeneration of Apache Kid, regia di Francis Boggs – cortometraggio (1911)
- The Blacksmith's Love, regia di Francis Boggs – cortometraggio (1911)
- Out-Generaled, regia di Francis Boggs – cortometraggio (1911)
- Making a Man of Him, regia di Francis Boggs – cortometraggio (1911)
- On Separate Paths, regia di Francis Boggs – cortometraggio (1911)
- Captain Brand's Wife, regia di Francis Boggs – cortometraggio (1911)
- The Coquette, regia di Francis Boggs – cortometraggio (1911)
- Lieutenant Grey of the Confederacy, regia di Francis Boggs – cortometraggio (1911)
- The Bootlegger, regia di Hobart Bosworth – cortometraggio (1911)
- The New Superintendent, regia di Francis Boggs – cortometraggio (1911)
- Blackbeard, regia di Francis Boggs – cortometraggio (1911)
- An Evil Power, regia di Francis Boggs – cortometraggio (1911)
- A Diamond in the Rough, regia di Francis Boggs – cortometraggio (1911)
- The Maid at the Helm, regia di Francis Boggs – cortometraggio (1911)
- The Little Widow, regia di Francis Boggs – cortometraggio (1911)
- The Peacemaker, regia di Francis Boggs – cortometraggio (1912)

### Produttore
- The Sergeant, regia di Francis Boggs (1911)
- The Artist's Sons, regia di Francis Boggs – cortometraggio (1911)
- Where There's a Will, There's a Way, regia di Francis Boggs – cortometraggio (1911)

### Attore
- The Count of Monte Cristo, regia di Thomas Persons e Francis Boggs – cortometraggio (1908)